# Schefflera psilophylla
Schefflera psilophylla là một loài thực vật có hoa trong Họ Cuồng cuồng. Loài này được (Harms) Maguire, Steyerm. & Frodin miêu tả khoa học đầu tiên năm 1984.